# Arundinella goeringii
Arundinella goeringii är en gräsart som beskrevs av Ernst Gottlieb von Steudel. Arundinella goeringii ingår i släktet Arundinella och familjen gräs. Inga underarter finns listade i Catalogue of Life.